# Anticoncepción hormonal
Los  anticonceptivos hormonales son varios métodos anticonceptivos que liberan hormonas -habitualmente estrógeno y progestina- impidiendo produzca el embarazo ya sea deteniendo la ovulación (liberación de un óvulo de uno de los ovarios) o aumentando el grosor de la mucosidad en el cuello uterino lo que impide el paso de los espermatozoides. En la composición de los anticonceptivos hormonales suele haber una o dos hormonas.
Los métodos anticonceptivos hormonales son:
- Anillo vaginal (NuvaRing)[2]
- Dispositivo Intrauterino -DIU- o Sistema intrauterino -IUS- (Mirena)
- Implante subcutáneo de progestina (Implanon, Nexplanon y Jadelle).[4]
- Inyección anticonceptiva (Depo-Provera)[5]
- Parche anticonceptivo (Ortho Evra)[2][6]
- Píldoras anticonceptivas combinadas[2][7]
- Otras píldoras
  - Píldora de progestágeno solo (minipíldora)
  - Píldora de antiprogestágeno (mifepristona)

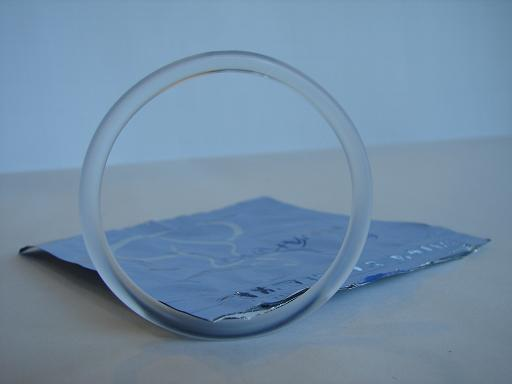
El anillo vaginal es uno de los métodos anticonceptivos hormonales más utilizado junto con el dispositivo intrauterino por su duración, eficacia y facilidad de uso.

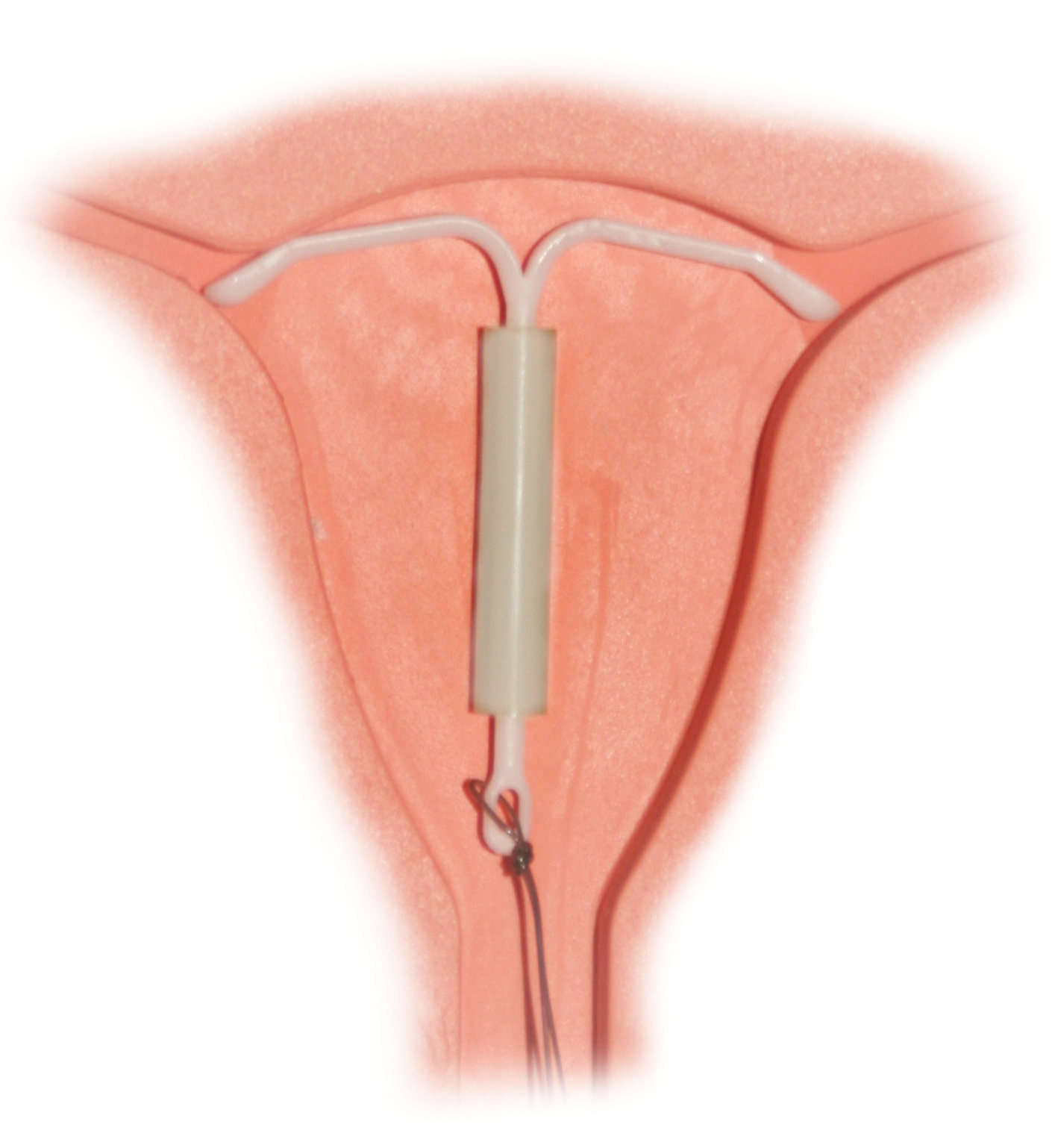
Dispositivo intrauterino hormonal. El DIU permanece en el útero continuamente mientras que no se desee el embarazo. Dependiendo del tipo de DIU puede tener una permanencia y duración entre 3 y 12 años (el modelo de cobre T 380A es eficaz hasta por 14 años).

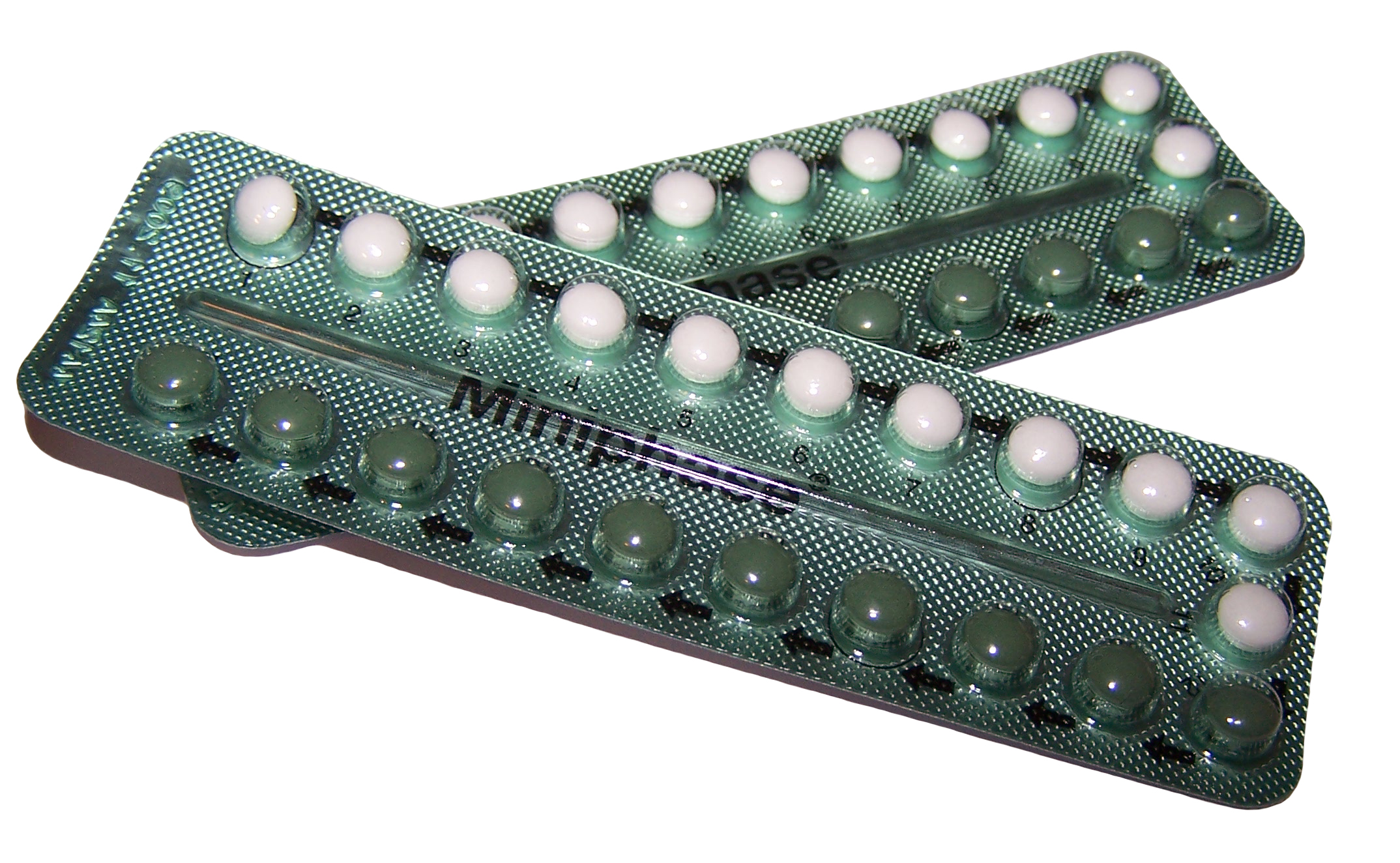
Píldora anticonceptiva oral combinada.La píldora anticonceptiva fue aprobada para uso anticonceptivo en la década de 1960 en los Estados Unidos. Actualmente las utilizan más de 100 millones de mujeres en todo el mundo.

- Anticonceptivo de emergencia

## Tipos de anticonceptivos hormonales
Se pueden diferenciar los siguientes tipos de anticonceptivos hormonales:

### Anillo vaginal
El anillo vaginal (también conocido como anillo intravaginal o sistema de liberación vaginal, NuvaRing), es un método anticonceptivo hormonal de larga duración consistente en un anillo de plástico flexible (copolímero Etilvinilacetato) de unos 5 centímetros de diámetro que, colocado en la vagina, libera hormonas femeninas idénticas a la píldora anticonceptiva (etonogestrel y etinilestradiol) en dosis bajas y constantes y que, absorbidas por la mucosa de la vagina, impiden la ovulación. Su eficacia, similar a la píldora anticonceptiva, es del 99,7%.

#### Ventajas
- Se cambia únicamente una vez al mes.
- Alta eficacia (94%).
- Contiene la mitad de hormonas que otros métodos.
- Se utiliza internamente y no se ve a simple vista.
- Disminuye el riesgo de cáncer de útero.

#### Inconvenientes
- No protege contra enfermedades de transmisión sexual.
- En algunas ocasiones, puede notarse al mantener relaciones sexuales.
- Su colocación puede resultar incómoda.
- Puede tener efectos adversos.[15]

### Dispositivo intrauterino o DIU
El dispositivo intrauterino o DIU es el método anticonceptivo reversible más frecuentemente usado en el mundo, –por unos 160 millones de mujeres, de las cuales más de dos tercios viven en China, donde es el método anticonceptivo más usado, incluso por delante de la esterilización–.

#### Mecanismo de utilización
El dispositivo intrauterino debe ser introducido y extraído del útero por un profesional de la salud, normalmente un ginecólogo. El DIU permanece en el útero continuamente mientras que no se desee el embarazo. Dependiendo del tipo de DIU puede tener una permanencia y duración entre 3 y 12 años (el modelo de cobre T 380A es eficaz hasta por 14 años).

#### Contraindicaciones
La Organización Mundial para la Salud y su capítulo Criterios de Eligibilidad Médica para el Uso de Contraceptivos y la Facultad de Planificación Familiar y Salud Reproductiva del Colegio Real de Obstetras y Ginecólogos hacen un listado de las siguientes condiciones en las que la inserción de un DIU no es usualmente recomendado (categoría 3) o condiciones donde un DIU no debe ser insertado (categoría 4):
No es usualmente recomendado (categoría 3).
Condiciones donde los riesgos teóricos o comprobados por lo general son de mayor peso que las ventajas de la inserción de un DIU:
- Puerperio entre 48 horas y 4 semanas por tener un aumentado riesgo de expulsión;
- Enfermedad trofoblástica gestacional benigna;
- Cáncer de ovario;
- Probabilidad individual elevada de una exposición reciente a gonorrea o Clamidia transmitida sexualmente;
- SIDA (a menos que esté clínicamente bien establecida una terapia antirretroviral).

No debe ser insertado (categoría 4).
Condiciones que representan un riesgo no aceptable para la salud si se inserta un DIU:
- El embarazo;
- Puerperio postparto séptico;
- Aborto inmediatamente post-séptico;
- Antes de una evaluación por un sangrado vaginal no explicado en la que se sospeche una enfermedad seria;
- Enfermedad trofoblástica gestacional maligna;
- Cáncer de endometrio;
- Distorsiones en la cavidad uterina por razón de fibromas uterinos o anormalidades anatómicas;
- Enfermedad inflamatoria pélvica actual;
- Cervicitis purulenta actual, infección por Clamidia o gonorrea;
- Tuberculosis pélvica, malestares pélvicos.

### Implantes subdérmicos de antiprogestágenos
El Norplant es el más difundido y consiste en 6 cápsulas de silastic de 2,4 mm de diámetro y 34 mm de largo cada una, que contienen 36 mg de Levonorgestrel. Su actividad se mantiene durante más de 5 años de uso. 

#### Utilización y mecanismo de acción
Se colocan en la grasa subcutánea de la cara interna del brazo o antebrazo a través de una incisión de 5 mm previa anestesia local. Liberan 80 - 100 μg/día ( μg = microgramo = millonésima de gramo ) de Levonorgestrel durante los primeros 6 – 12 meses, que desciende a 50 μg/día a los 9 meses y a 30 μg/día al cabo de un tiempo.
Su mecanismo de acción es múltiple. Sobre el hipotálamo y la hipófisis suprime el pico preovulatorio de LH, aunque el 30% de los ciclos permanece ovulatorio, por lo que la impermeabilización del moco cervical y la supresión de la maduración endometrial parecen ser más importantes.

#### Ventajas de los implantes subdérmicos
No interfiere en la lactancia. Además de la ventaja de la longevidad del método y su independencia del coito, se relaciona con una baja tasa de fracasos (0,01-0,2 embarazos por 100 mujeres/año de uso). También son ventajas la rápida reversibilidad, la ausencia de cambios metabólicos significativos y la carencia de estrógenos.

#### Inconvenientes de los implantes subdérmicos
Los inconvenientes son las alteraciones menstruales que se producen en el 80% de las usuarias, las alteraciones derivadas de la colocación del implante y algunas molestias como el acné, el aumento de peso y la cefalea.

#### Contraindicaciones absolutas
- tromboflebitis y enfermedad tromboembólica.
- hepatopatía aguda.
- tumores hepáticos benignos y malignos.
- cáncer de mama diagnosticado o sospechoso.
- cualquier sangrado genital no diagnóstico.

#### Contra indicaciones relativas
- fumadoras mayores de 35 años.
- antecedentes de embarazo ectópico.
- diabetes Mellitus.
- hipercolesterolemia.
- colecistopatía.
- alteraciones inmunitarias.
- acné.
- depresión.
- cefalea vascular intensa.
- hipertensión.
- antecedentes de cardiopatía, coronariopatía, valvulopatía y vasculosas.

### Inyección anticonceptiva
Los anticonceptivos inyectables más habituales contiene 150 mg de acetato de medroxiprogesterona (Depo Provera) en forma de microcristales en solución acuosa, y mantiene su eficacia anticonceptiva durante un mínimo de 14 semanas con una tasa de fracasos de 1 embarazo por cada 100 mujeres/año al cabo de 5 años de uso.
Existen preparados para la administración parenteral mediante una única inyección mensual. Tiene ventajas por su comodidad pero tiene el problema de las diferencias individuales en cuanto a la metabolización, lo que puede modificar su eficacia y provocar aparición de alteraciones menstruales. Pueden ser combinados de distintos compuestos, por ejemplo 10 mg de enantato de estradiol y 150 mg de acetofenido de algestona.

#### Mecanismo de acción y administración
Su acción, además de realizarse sobre el moco cervical y el endometrio, se produce al inhibir la ovulación por bloqueo del pico de LH. No se suprime la FSH, por lo que hay crecimiento folicular que produce unos niveles mínimos de estrógenos. 
Dentro de este grupo de anticonceptivos cabe citar los preparados inyectables depot que contienen enantato de niretindrona, solo o asociado a estrógenos.
Se administra en los primeros 5 días del ciclo menstrual por inyección intramuscular que se repite cada 3 meses.

#### Ventajas de la inyección de progestágenos
No precisa de una colaboración especial de la mujer, por lo que es ideal para mujeres desorganizadas o para las que sufren algún tipo de deficiencia psíquica o discapacidad psíquica. Es útil también en las mujeres que padecen epilepsia y también durante la lactancia. También puede beneficiarse las mujeres con cardiopatía congénita, anemia falciforme, antecedentes de tromboembolismo, fumadoras mayores de 30 años y siempre que se desee evitar el uso de estrógenos.
Los efectos metabólicos son mínimos. No se altera el metabolismo hidrocarbonato ni los factores de la coagulación. Conviene estudiar el perfil lipídico anualmente. Si hay embarazo, no se han confirmado efectos teratógenos. Tampoco posee efectos cancerígenos y protege frente al cáncer de endometrio.

#### Inconvenientes de la inyección de progestágenos
Entre los inconvenientes se encuentran los sangrados intermenstruales que se presentan en el 70% de las usuarias en el primer año aunque va disminuyendo con los años, de tal forma que el 80% son amenorreas a los 5 años. Otros efectos son mastalgia, aumento de peso y depresión. Las inyecciones pueden causar mareos y vómitos, además de que dicha persona inyectada puede presentar varios desmayos a lo largo del día, no olvidemos mencionar que los desmayos con dicha continuidad pueden llegar a provocar un paro en el sistema respiratorio. Tras la supresión del tratamiento, el 50% normalizan la menstruación antes de 6 meses. La posibilidad de embarazo se recupera con cierto retraso.

### Parche anticonceptivo
El parche anticonceptivo es un parche de uso transdérmico que pertenece al grupo de anticonceptivos hormonales combinados. La parte adhesiva contiene los principios activos que se liberan de forma continua a través del torrente circulatorio. Al contrario que con la píldora anticonceptiva oral, el vómito o diarrea no afectan a la cantidad de medicamento que se libera del parche. El parche mide cuatro centímetros cuadrados aproximadamente. Es un método de uso sencillo y el de mayor eficacia. Se puede utilizar en casi cualquier parte de la piel. Con él se puede realizar todo tipo de actividades como nadar, bañarte o hacer ejercicio, pues no se desprende con la humedad o calor.
El anticonceptivo tiene una vida útil de siete días y debe ser renovado durante tres semanas consecutivas. Debe cambiarse el mismo día de cada semana, ya que está diseñado para que actúe exactamente durante siete días. En la cuarta semana, cuando debe iniciar el periodo de menstruación no debe utilizarse.

### Píldora anticonceptiva oral combinada
Son combinaciones de Progestina (Derivados de la Testostenona o Progesterona) y Estrógeno (Etinilestradiol/Mestranol) que se administran por vía oral -tomadas por la boca-.
- Linosterol 2,5 mg + Etinilestradiol 50 μg
- Norgestrel 0,5 mg + Etinilestradiol 50 μg
- Levonorgestrel 0,15 mg + Etinilestradiol 30 μg
- Levonorgestrel 0,25 mg + Etinilestradiol 30 μg
- Levonorgestrel 0,25 mg + Etinilestradiol 50 μg
- Desogestrel 0,15 mg + Etinilestradiol 30 μg
- Norgestimato 0,25 mg + Etinilestradiol 35 μg
- Gestodene 0,075 mg Etinilestradiol 20 μg

Régimen mensual de depósito
- Dihidroprogesterona 150 mg + estradiol enantato 10 mg
- Quinestrol 5 mg + Etinodiol 8 mg
- Quinestrol 3,5 mg + Etinodiol 8 mg
- Estradiol valerato 5 mg + Noretisterona 50 mg

Régimen trimensual
- Medroxiprogesterona 150 mg inyectable cada 3 meses

Régimen progestacional a dosis bajas
Se comienza el día 5 del ciclo menstrual, 1 píldora diaria en forma indefinida
- Cormadiona acetato 0,5 mg
- Linestrenol 0,5 mg
- Noretinodrel 0,35 mg
- Norgestrel 0,075 mg

Los preparados actuales contienen 30 mg de etinilestradiol con una disminución del riesgo de hiperestronismo, aunque pueden producir sangrados endometriales extemporáneos. En cuanto a los gestágenos, se usa la 19-nor-testosterona y en algunos casos el acetato de ciproterona. Las presentación actuales son preparados multifásicos, donde las dosis de estrógenos y gestágenos combinadas varían a lo largo del ciclo.

#### Funcionamiento de los preparados orales
La acción anovuladora o anticonceptiva se realiza inhibiendo la acción de las gonadotropinas al actuar sobre la hipófisis y el hipotálamo. El progestágeno suprime la secreción de LH (hormona luteinizante) evitando la ovulación, mientras que la del estrógeno suprime la de FSH (hormona foliculoestimulante), con lo que se evita la selección y emergencia del folículo dominante.
El estrógeno tiene otras dos acciones, colabora a que se estabilice el endometrio evitando una descamación irregular con sangrado intermenstrual, y potencia también la acción del gestágeno permitiendo reducir su dosis.
Dado que el efecto del progestágeno domina sobre el del estrógeno, se manifestará sobre el endometrio con una disminución del glucógeno de la célula endometrial, decidualización y atrofia que impiden la supervivencia del blastocito en la cavidad uterina. El moco cervical también se afecta, es más espeso y hostil a la penetración por el espermatozoide, y quizás en las trompas aparezcan anomalías en la secreción y el peristaltismo.
A pesar de todo no se produce una situación hipoestrogénica, porque los estrógenos circulantes se mantienen en unos niveles similares a los de la fase folicular precoz del ciclo menstrual normal.
La tasa anual de fracasos está entre el 0,1 y el 3%. Los fracasos se relacionan con el hecho de diferir la toma del preparado más allá de los 7 días señalados, o bien de olvidar seguir el tratamiento, lo que permite que el ovario escape a la supresión.

#### Eficacía de la anticoncepción hormonal oral
La eficacia se mide con el Índice de Pearl. La tasa anual de protección alcanza va desde el 97 al 99,9 % (fracaso entre el 0,1 y el 3%). Si bien los fracasos se relacionan con el hecho de diferir la toma del preparado más allá de los 7 días señalados, o bien de olvidar seguir el tratamiento, lo que permite que el ovario escape a la supresión. Por lo tanto se puede afirmar que un seguimiento correcto de las indicaciones garantiza una altísimia protección anticonceptiva.

#### Utilización y controles
El preparado elegido deberá proporcionar una anticoncepción efectiva con el mayor margen de seguridad posible. La dosis de estrógeno debe ser menor de 50 mg, y el gestágeno debe ser multifásico.
Los anticonceptivos orales combinados se administran en ciclos de 4 semanas mediante ingestión diaria del preparado durante 3 semanas seguidas con la 4.ª semana de descanso para que ocurra la menstruación. 
Para que la anticoncepción sea efectiva, debe tomarse por primera vez, el primer día de la menstruación. Ocasionalmente pueden realizarse otras pautas, si se quiere adelantar la menstruación, dejar de tomar algunas pastillas últimas o si se quiere aplazar su llegada, seguir con el tratamiento 42 días para aplazar su llegada. No es necesario intercalar ningún ciclo de descanso porque no mejora los efectos secundarios y aumenta el riesgo de embarazo. Si se olvida una toma, debe ingerirse el comprimido lo antes posible. Si se olvidan dos tomas y corresponden a las dos primeras semanas, hay que tomar dos píldoras en cada uno de los días siguientes y si corresponden a las últimas semanas, o el olvido es más largo, es mejor considerar ese periodo de descanso y reiniciar la toma de un nuevo ciclo a los 7 días.
En mujeres jóvenes, sanas y sin riesgos, se realizará un control anual que incluya anamnesis, toma de tensión arterial, analítica de orina, palpación de hígado, exploración ginecológica y mamaria y citología cérvico-vaginal.
Como pruebas bioquímicas se realizarán: perfil lipídico, glucemia y medición de antitrombina III al menos una vez y no es necesario repetirlo salvo en circunstancias de riesgo.
Si hay factores de riesgo, los controles se realizarán con más frecuencia además de los específicos para cada caso.
El primer control se realizará a los 3 meses de iniciar el tratamiento, para revaluar a la paciente y ayudar a despejar dudas.
Un problema es el comienzo de la toma de la píldora después de un parto o un aborto. En principio no debe iniciarse antes de las 4 semanas por el riesgo trombótico, además durante ese periodo la posibilidad de embarazo es menor.
La toma de anticonceptivos en el periodo posparto disminuye la cantidad y calidad de leche materna porque el estrógeno inhibe la acción de la prolactina sobre los receptores mamarios. Posiblemente sea mejor recurrir a otro método anticonceptivo.

#### Riesgos de la anticoncepción hormonal oral
Los anticonceptivos orales tienen un riesgo cardiovascular confirmado. El componente estrogénico sería el responsable de la producción de trombosis venosas, al producir un aumento del fibrinógeno y de los factores II – VII – IX – X,y disminución de las proteínas C y S y la antitrombina III. Los gestágenos tienen efecto aterogénico por el aumento de la LDL-c y descenso de la HDL-c, así como un aumento de la resistencia a la insulina. En las fumadoras las complicaciones cardiovasculares son más manifiestas. Los preparados actuales con dosis más bajas han minimizado el peligro, y aunque el riesgo trombótico aumenta con la edad, sigue siendo bajo en comparación por ejemplo con el del embarazo. Los preparados con 30 mg de estrógenos no modifican los parámetros de la coagulación, pero se acepta que las fumadoras mayores de 35 años no deben tomar anticonceptivos orales.
Los nuevos progestágenos con menor actividad androgénica pueden tener una acción favorable sobre los lípidos e incluso puede que protejan del riesgo cardiovascular. El uso de estrógenos orales (anticonceptivos) padeciendo la enfermedad del Factor V de Leiden heterocigótica multiplica por 35 la posibilidad de sufrir procesos tromboembólicos (la probabilidad de padecer este tipo de complicaciones sin el uso de estrógenos está multiplicada por 7 en este tipo de enfermos, si la mutación es homocigótica dicha probabilidad está multiplicada por 80)
Otro problema de los anticonceptivos orales es la aparición de hipertensión arterial, reversible al dejar el tratamiento. Se debe al aumento del angiotensinógeno plasmático. Los preparados actuales con menos dosis tendrían un efecto mínimo aunque debe ser vigilado periódicamente. La hipertensión influiría en el riesgo de infarto (IAM), y en pacientes con reserva cardíaca marginal no debe usarse este método porque pueden precipitarse los accidentes por la retención de líquidos.
Los gestágenos disminuyen la tolerancia a la glucosa, elevando los niveles de insulina y glucosa, por aumento de la resistencia periférica a la acción de la insulina. Con los preparados actuales estos cambios son mínimos e incluso en pacientes de riesgo, no producen un aumento de diabetes mellitus. En las pacientes diabéticas hay que tener en cuenta el riesgo de trombosis, aunque hasta los 35 años el riesgo es mínimo y pueden usar estos preparados con dosis bajas.
Los estrógenos aumentan la HDL-c y los progestágenos la LDL-c, en consecuencia los efectos dependerán de las dosis que se utilicen. Actualmente como se usan dosis bajas, los cambios no tienen mucha importancia clínica.
Gran parte de los efectos secundarios de los anticonceptivos orales tienen que ver con una modificación en los niveles de las enzimas hepáticas. Los estrógenos producen un aumento en la síntesis proteica. La ictericia colestásica y el prurito son complicaciones ocasionales cuando las dosis usadas con altas.
La única contraindicación absoluta de causa hepática sería la colestasis aguda o crónica además de una grave insuficiencia.
Tras una hepatitis recuperada de la fase aguda, pueden usarse los anticonceptivos.
Se han referido aumento de los cálculos biliares el primer año en mujeres susceptibles. El mecanismo parece derivar de la alteración en la composición de la bilis por la elevación en la saturación del colesterol debido al efecto estrogénico.
Tiene un efecto protector frente al cáncer endometrial reduciendo el riesgo en un 50%, y persistiendo su efecto durante 15 años o tras el tratamiento.
También frente al cáncer de ovario, suponiendo una reducción del 40% en la incidencia y manteniendo su efecto al menos de 10 a 15 años tras el tratamiento.
Aumento del riesgo de displasias y carcinoma in situ de cuello uterino aunque no ha sido del todo confirmado, pero se recomienda realizar las citologías cérvico-vaginales en todas las usuarias de anticonceptivos.
Pueden surgir adenomas hepatocelulares producidos por los esteroides, no son malignos, pero están relacionados con el riesgo de hemorragia. Se relacionan con la duración del tratamiento, y regresan al suspender este.
En cuanto al cáncer de mama, su relación no ha sido aclarada. Se confirma su influencia protectora sobre la patología benigna de la mama. Su papel en el cáncer de mama podría limitarse a acelerar el crecimiento o a facilitar el diagnóstico precoz por la mayor vigilancia a la que están sometidas siempre las mujeres que toman los anticonceptivos.
Actualmente se puede decir que el uso del anticonceptivo durante la edad reproductora no se asocia a un aumento significativo del riesgo de aparición de cáncer de mama por encima de los 45 años, aunque puede haber un grupo de jóvenes que si han iniciado el tratamiento precozmente y lo han mantenido más de 4 años, tendrán un ligero incremento del riesgo de presentar cáncer de mama antes de los 45 años.
De los otros cánceres, el melanoma ha mostrado alguna relación epidemiológica con el anticonceptivo, pero su mayor factor de riesgo sigue siendo el sol.
Los microadenomas hipofisarios no se modifican con el tratamiento.
Si se produce la ingestión en la fase inicial del embarazo, porque la mujer no sabe que está embarazada, puede haber riesgo de anomalías congénitas significativas pero no van a superar la tasa observada.
Una vez que dejan de tomarse los anticonceptivos, se vuelve a la situación previa al tratamiento, aunque la posibilidad de embarazo puede ser menor en los primeros meses hasta alcanzar la normalidad.
Los primeros ciclos menstruales pueden prolongarse y si hay embarazo puede existir confusión sobre la duración de éste.
En los embarazos subsiguientes a la supresión del tratamiento, no hay modificaciones en las tasas de abortos, anomalías fetales o relación varón/hembra, ni aumento de los embarazos múltiples.

#### Efectos colaterales de la anticoncepción oral hormonal
Se puede producir un sangrado intermenstrual que a veces preocupa a la mujer, especialmente en los primeros meses, y que no se correlaciona con un descenso en la eficacia anticonceptiva. Si ocurre cerca del final del ciclo de tratamiento, es útil suspender éste y comenzar otro a los 7 días. Si se prolonga o se agrava debe reajustarse la dosis o las combinaciones por un facultativo especialista.
La amenorrea que se produce en algunas mujeres se debe a que el bajo contenido estrogénico es incapaz de estimular el crecimiento endometrial, y ocurre en menos de un 1% de mujeres el primer año alcanzando hasta el 5% en varios años. No es peligrosa ya que nunca se produce una atrofia permanente pero preocupa a la mujer por una posible gestación, que debe ser descartada con la toma de la proteína b-hCG para reanudar las tomas.
Otro efecto colateral es el aumento de peso, principalmente problema de percepción personal ligado al estilo de vida y para cuya reducción lo mejor es la dieta y el ejercicio.
La presencia de edemas, hinchazón, pesadez de piernas y tensión mamaria se achacaría al exceso de estrógenos, mientras que el cansancio, la depresión y la ocasional pérdida de la libido se debería a los gestágenos.
Se ha manifestado cuando se usan dosis más elevadas, la presencia de cloasma, seborrea e hipertricosis que con los preparados actuales no solo no suelen aparecer sino que además mejoran el acné.
Se han documentado aumentos en el tromboembolismo e hipercoagulabilidad de quienes toman anticonceptivos hormonales, es decir, trombosis arterial, trombosis venosa profunda, tromboflebitis superficial y embolismos.
A veces debe excluirse la vía oral por presencia de vómitos o mucositis, se puede usar como alternativa la vía vaginal de dos pastillas diarias.
La interacción con otros medicamentos es muy importante porque comprometen la eficacia del anticonceptivo: rifampicina, fenobarbital, primidona, carbamazepina, etosuximida y griseofulvina entre los más importantes. Además se conoce que los anticonceptivos orales potencian la acción del diazepam, clordiacepóxido, teofilina y los antidepresivos tricíclicos. A la inversa, las usuarias de los anticonceptivos pueden requerir mayores dosis de aspirina y paracetamol.

#### Contraindicaciones de la anticoncepción oral hormonal
Absolutas
- Tromboflebitis,, cuadros tromboembólicos, ACVA (accidentes cerebrovasculares agudos) y oclusiones coronarias y antecedentes de cualquiera de ellos o situaciones que predispongan a enfermedad arterial o venosa.
- Cefalea migrañosa que pueda asociarse a riesgo de ACVA, por lo que en su forma clásica se contraindica el uso del anticonceptivo o se suspende su administración ya iniciada.
- Sangrado vaginal de origen no aclarado.
- Cáncer de mama diagnosticado o sospecha del mismo.
- Embarazo o sospecha del mismo.
- Fumadoras mayores de 35 años.
- Hepatopatías hasta que no se normalice el perfil hepático.

Relativas
- Hipertensión. Pueden tomarlo las menores de 35 años, con tensión controlada por medicación si no hay otra patología y no fuman.
- Cardiopatía congénita o valvulopatía cuando la lesión predisponga a trombosis o la reserva cardiaca esté comprometida.
- Prolapso de la válvula mitral. Pueden usarlo las no fumadoras y asintomáticas. No pueden usarlo las que fibrilen, tengan migrañas o anomalías de la coagulación.
- Hiperlipemia. Solo contraindicación absoluta si los triglicéridos son muy altos, o hay vasculopatía u otro factor de riesgo. Debe vigilar el perfil lipídico.
- Cefalea migrañosa en formas leves, pueden tomar preparados en dosis bajas y con vigilancia.
- Ictericia obstructiva en el embarazo. Pueden usarlo a dosis bajas porque no todas desarrollan cuadro de ictericia.
- Epilepsia. Los fármacos antiepilépticos disminuyen la eficacia del anticonceptivo.
- Cirugía electiva. La supresión del tratamiento es menos imprescindible con las dosis bajas.
- Diabetes Mellitus. Puede usarse si no presenta vasculopatía, es menor de 35 años y no fumadora, porque es mejor prevenir el embarazo que el pequeño riesgo de vasculopatía. La gestacional solo requiere control.
- Alteraciones hemorrágicas. Las mujeres con anticoagulación o si presentan diátesis pueden usarlos con controles adecuado porque se evitan las hemorragias de cuerpo lúteo y disminuye el sangrado menstrual.
- Anemia de células falciformes. El pequeño riesgo de trombosis puede tener menos valor que la eficacia de la anticoncepción.
- Colecistopatías. Los anticonceptivos pueden acelerar la notoriedad clínica y precipitar el ataque si hay cálculos.
- Miomas uterinos. Las dosis bajas no favorecen el crecimiento del mioma y disminuyen la cuantía del sangrado.
- Fumadoras. Por el riesgo cardiovascular, solo las menores de 35 años se incluyen aquí usando dosis bajas.

#### Efectos beneficiosos
Efecto adicional a la toma del anticonceptivo
- Anticoncepción eficaz.
- Menor incidencia de embarazo ectópico.
- Menor incidencia de cáncer de ovario y endometrio.
- Prevención de infección tracto genital. La toma mínimo de 12 meses reduce el riesgo de hospitalización por EIP (enfermedad inflamatoria pélvica) en 50-60% por su efecto sobre el moco cervical junto a la disminución del sangrado menstrual.
- Menor incidencia de salpingitis.
- Menor incidencia de artritis reumatoide.
- Menstruaciones menos abundantes y dolorosas.
- Menor incidencia de anemias.
- Disminuye la enfermedad benigna mamaria.
- Disminuye los quistes de ovario.
- Aumento en la densidad ósea.
- Disminuye la endometriosis.

Efecto por su uso como agente terapéutico
- Tratamiento de hemorragias funcionales.
- Tratamiento de la dismenorrea.
- Profilaxis de la endometriosis.
- Tratamiento en la ovulación dolorosa.
- Tratamiento del acné.
- Tratamiento del hirsutismo.
- Tratamiento de la amenorrea hipotalámica.
- Prevención de la porfiria menstrual.
- Control de las metrorragias.
- Tratamiento del quiste ovárico funcional.
- Tratamiento del síndrome premenstrual.

### Píldora de progestágeno oral a dosis bajas
Llamada anticoncepción con minipíldora. Utiliza pequeñas dosis de progestágenos tomadas diariamente de forma ininterrumpida. Los preparados suelen contener 0,30-0,35 mg de norgestrel, 0,075 de Levonorgestrel, 0,5 de linestrenol o bien 0,5 de diacetato de dietinodol, que en España no se comercializan.
Por su baja dosis solo actúan sobre el endometrio y el moco cervical impidiendo el ascenso de los espermios. Las ovulaciones se mantienen en el 40% de los casos y no hay efectos metabólicos significativos. Su tasa de fallos es de 1,1-9,6 por cada 100 mujeres en el primer año de uso. No aumenta la tasa de embarazos ectópicos y si hay gestación tiene menos riesgo de ser ectópico que sin la administración del gestágeno.
Se debe tomar el primer día del ciclo. El inconveniente es que hay que asociar otro método si se aplaza la toma diaria más de 3horas, además de la frecuente producción de sangrados irregulares.
Su máxima utilidad se ha visto en el periodo de lactancia o en las mujeres mayores de 40 años, también cuando estén contraindicados los estrógenos o cuando los preparados combinados disminuyan la libido.
Las contraindicaciones incluyen a las pacientes tratadas con rifampicina, fenobarbital, fenitoína, primidona, carbamazepina, etosuximida y griseofulvina.

### Píldora de antiprogestágenos

#### Mecanismo de acción de los antiprogesterónicos
Los receptores de progesterona trabajan como antiprogestágenos. El ejemplo principal es la mifepristona. Los moduladores selectivos de los receptores de progesterona también podrían tener más o menos actividad antagonista. Antagonistas del PR adicionales incluyen: onapristona (ZK98299), lonaprisan (ZK230211, BAY86-5044), APR19, EC304, WAY-255348, ORG31710, asoprisnil (J867), telapristona (Proellex, CDB-4124), y CDB-2914 (acetatos de ulipristal).
Estos agentes poseen capacidad antiprogestacional por su acción sobre el eje hipotálamo-hipofisario y el endometrio. La mifepristona (RU-480) que es un 19-nor derivado con gran afinidad por los receptores de la progesterona, es un eficaz agente anticonceptivo administrado dentro de los 49 días de amenorrea, y también como anticonceptivo postcoital o anticonceptivo de emergencia. La mifepristona como un anticonceptivo regular a 2 mg al día previene la ovulación (1 mg al día no lo hace). Una única dosis de 10 mg preovulatoria de mifepristona retarda la ovulación por 3 a 4 días y es tan efectiva como un anticonceptivo de emergencia como una única dosis de 1,5 mg del progestágeno levonorgestrel

#### Contraindicaciones
Casi todas las mujeres que usando mifepristona experimentaron dolor abdominal, calambres uterinos, y sangrado o manchado vaginal por un promedio de 9-16 días. Hasta un 8% de las mujeres experimentaron algún tipo de sangrado por 30 días o más. Otros efectos secundarios menos comunes incluyeron náusea, vómito, diarrea, mareos, fatiga, y fiebre. La enfermedad pélvica inflamatoria (EPI) es una rara pero seria complicación. El sangrado excesivo y la terminación incompleta del embarazo requiere de una intervención adicional por un doctor (tal como una vacuoextracción). Entre 4,5 y 7,9% de las mujeres requirieron una intervención quirúrgica en los ensayos clínicos.
La mifepristona está contraindicada en la presencia de un dispositivo intrauterino (DIU), como también en embarazos ectópicos, falla suprarrenal, trastornos hemorrágicos, porfiria heredada, y terapias de anticoagulantes o de corticosteroides de largo plazo.
La información prescrita por la FDA indica que no existen datos sobre la seguridad y eficacia de la mifepristona en mujeres con condiciones médicas crónicas, y que "las mujeres que tienen más de 35 años de edad y que también fumen más de 10 cigarrillos al día deberían tratarse con cuidado debido que dichos pacientes fueron generalmente excluidos de los ensayos clínicos de la mifepristona."
Contraindicaciones absolutas
- embarazo,
- sangrado genital no aclarado.

Contraindicaciones relativas
- hepatopatía,
- cáncer de mama,
- depresión y
- enfermedades cardiovasculares graves.

### Anticonceptivos de urgencia
La anticoncepción de emergencia (AE), o contracepción poscoital de emergencia son varios métodos anticonceptivos que, si se toman después del coito durante las relaciones sexuales sin protección, protección insuficiente o agresión sexual, pueden prevenir el embarazo.
La anticoncepción de emergencia incluye dos métodos anticonceptivos: la píldora del día después y el DIU o dispositivo intrauterino:

#### Píldora del día después
Las Píldoras anticonceptivas de emergencia (PAE)—algunas veces simplemente conocidas como anticonceptivos de emergencia (AEs) o la píldora del día siguiente— son fármacos destinados a interrumpir la ovulación o fertilización necesaria para que se produzca el embarazo.

#### Dispositivos intrauterinos
Los dispositivos intrauterinos (DIUs), utilizados generalmente como un método anticonceptivo principal, a veces se usa como anticonceptivo de emergencia.
La anticoncepción de emergencia no protege contra las infecciones de transmisión sexual. La eficacia en la reducción del riesgo de un embarazo de las píldoras anticonceptivas de emergencia es, según la OMS, del 60 al 90% y en el caso del dispositivo intrauterino (DIU) insertado después del coito es, según James Trussell, de un 99%.